# 脱皮榆
脱皮榆（学名：Ulmus lamellosa）是榆科榆属的植物，是中国的特有植物。分布在中国大陆的辽宁、河北、河南等地，目前已由人工引种栽培。

## 别名
沙包榆（辽宁熊岳）